# Cotabato (provincie)
Cotabato is een provincie van de Filipijnen centraal gelegen op het eiland Mindanao. De provincie maakt deel uit van regio XII (SOCCSKSARGEN). De hoofdstad van de provincie is enige stad van de provincie Kidapawan City. Bij de census van 2015 telde de provincie bijna 1380 duizend inwoners.

## Geografie

### Bestuurlijke indeling
Cotabato bestaat uit 1 stad en 17 gemeenten.

#### Stad
- Kidapawan City

#### Gemeenten
| - Alamada - Aleosan - Antipas - Arakan - Banisilan - Carmen - Kabacan - Libungan - M'Lang | - Magpet - Makilala - Matalam - Midsayap - Pigkawayan - Pikit - President Roxas - Tulunan |

Deze stad en gemeenten zijn weer verder onderverdeeld in 543 barangays.

## Demografie
Cotabato  had bij de census van 2015 een inwoneraantal van 1.379.747 mensen. Dit waren 153.239 mensen (12,5%) meer dan bij de vorige census van 2010. Ten opzichte van de census van 2000 was het aantal inwoners gegroeid met 421.104 mensen (43,9%). De gemiddelde jaarlijkse groei in die periode kwam daarmee uit op 2,27%, hetgeen hoger was dan het landelijk jaarlijks gemiddelde over deze periode (1,72%).

De bevolkingsdichtheid van Cotabato  was ten tijde van de laatste census, met 1.379.747 inwoners op 9008,9 km², 153,2 mensen per km².

## Economie
Uit cijfers van het National Statistical Coordination Board (NSCB) uit het jaar 2003 blijkt dat 32,1% (10.972 mensen) onder de armoedegrens leefde. In het jaar 2000 was dit 50,1%. Cotabato is daarmee iets armer dan het landelijk gemiddelde van 28,7% en staat 54e op de lijst van provincies met de meeste mensen onder de armoedegrens. Van alle 79 provincies staat Cotabato 50e op de lijst van provincies met de ergste armoede.

## Geboren in Cotabato
- Mona Sulaiman, (9 juni 1942), Filipijns atlete